# Pic de Sesques
Le pic de Sesques, ou Escarpu, est un sommet culminant à 2 606 m entre les vallées d'Aspe et d'Ossau, dans le département français des Pyrénées-Atlantiques.

## Histoire
La première ascension du pic de Sesques est réalisée le 28 juillet 1789 par le géodésien français Louis-Philippe-Reinhard Junker qui participe à la réalisation du tracé de la frontière entre l'Espagne et la France.

## Ascension
L'accès au pic de Sesques peut se faire depuis les gorges du Bitet, à Laruns, via le lac d'Isabe.